# Parc national Podocarpus
Le parc national Podocarpus (en espagnol : Parque Nacional Podocarpus) est un parc national de l'Équateur, situé dans les provinces de Loja et Zamora-Chinchipe, au sud de l'Équateur, près de la frontière péruvienne.
Le parc constitue également l'aire centrale de la réserve de biosphère de Podocarpus - El Condor, reconnue par l'Unesco le 18 septembre 2007.
Le parc possède deux entrées principales : une dans le secteur Cajanuma, à 8 km au sud de Loja, l'autre dans le secteur Bombuscaro, correspondant à la rivière Bombuscaro, à l'étage montagnard inférieur, à partir de 1 000 m. Les précipitations varient de 1 500 à 3 000 mm.

## Flore
La flore du parc est exceptionnellement riche. Le parc fut créé en 1982 pour protéger une zone forestière contenant trois espèces de Podocarpus. Connu localement sous le nom de romerillo, les podocarpus sont les seuls conifères originaires des Andes équatoriennes. Outre le romerillo (Podocarpus glomeratus), il pousse dans le parc, des quinquinas (Cinchona), l'arbre national de l'Équateur, et une grande variété d'orchidées.
En janvier 1737, La Condamine parcourt la montagne de Cajanuma, où il effectue la première description botanique de l'arbre à quinquina tandis que Morainville en réalise une illustration d'après nature. Joseph de Jussieu s'y rend aussi en mars 1739 et rédige en latin un mémoire sur l'étude botanique de la plante, sur les propriétés thérapeutiques de l'écorce, sa falsification, sa récolte en forêt, etc. Le manuscrit intitulé Descriptio arboris Rinakina allait resté inédit. Ce travail précis de professionnel, ne sera publié qu'en 1936, en traduction française, à l'occasion du centenaire d'une marque commerciale de quinquina.
Parmi les 221 espèces endémiques identifiées en Équateur, 99 se trouvent uniquement dans le parc Podocarpus.
Les taxa Brachyotum, Centropogon et Lysipomia ont leur aires de diversité maximale dans cette zone. Les aires d'endémisme les plus importantes se trouvent entre 2800 et 3 400 m.

## Faune
Le parc national Podocarpus est réputé pour son avifaune très riche. Elle comprend environ 560 espèces d'oiseaux, attirant de nombreux passionnés d'ornithologie.
Il a été observé 68 espèces de mammifères dont quatre situés sur la liste rouge de l'Équateur, notamment :
- le tapir des montagnes[6] (Tapirus pinchaque) ;
- l'ours à lunettes (Tremarctos ornatus) ;
- le pudu du Nord (Pudu mephistophiles), un cervidé de très petite taille ;
- le jaguar (Panthera onca).